# Record (jornal desportivo)
Record MHIH é um jornal diário desportivo de Portugal com sede em Lisboa e uma delegação no Porto.

## História
O jornal desportivo Record começou a ser publicado no dia 26 de novembro de 1949. A ideia de fundar um novo jornal desportivo foi do antigo atleta Manuel Dias que financiou em grande parte a operação e convidou o jornalista José Monteiro Poças (de A Bola) e o professor de Educação Física, Fernando Ferreira, que foi o primeiro director.
O Diário Popular adquiriu uma posição acionista importante. A empresa foi nacionalizada a seguir ao 25 de Abril de 1974 e a reprivatização ocorreu em 1989. Atualmente, é detida pela Medialivre.
Começou por ser publicado aos sábados e, a 3 de fevereiro de 1953, passou a ser publicado também às terças. Passou depois a trissemanário a 18 de abril de 1972. Passou finalmente a diário a 1 de março de 1995. A versão online do jornal foi lançada a 20 de abril de 1999.
A 24 de Novembro de 1999 foi feito Membro-Honorário da Ordem do Infante D. Henrique.
O diário é líder da imprensa desportiva em Portugal, com 731 mil leitores/dia, segundo o Bareme da Marktest do primeiro semestre de 2015.
O Record começou a aplicar o Acordo Ortográfico de 1990 no início de 2009, sendo o primeiro jornal português de circulação nacional a adotar essa medida.
Em março de 2013, iniciou, na CMTV, a transmissão do programa diário Hora Record.

## Prémio Artur Agostinho
Em 2005, o Record criou o Prémio Artur Agostinho destinado a distinguir a personalidade do ano na área do Desporto.